# Jörg H. Gleiter
Jörg H. Gleiter (* 1960 in Stuttgart) ist ein deutscher Architekt und seit 2012 Professor für Architekturtheorie und Leiter des Fachgebiets Architekturtheorie am Institut für Architektur der Technischen Universität Berlin (TU Berlin). Zuvor war Gleiter von 2008 bis 2012 Professor für Ästhetik an der Fakultät Kunst und Design der Freien Universität Bozen in Italien. Seit 2021 ist er Visiting Professor am Politecnico di Milano in Italien.
Gleiter ist Vorsitzender der Ethikkommission der Fakultät VI Planen, Bauen, Umwelt der TU Berlin. 2015-19 war er geschäftsführender Direktor des Instituts für Architektur der TU Berlin und 2015–2022 Mitglied des Akademischen Senats der TU Berlin.

## Leben
Nach dem Studium der Chemie studierte Gleiter Architektur an der Technischen Universität Berlin (1989 Dipl.-Ing.), an der IUAV – Istituto universitario d’architettura di Venezia (1985-87) sowie an der Columbia University (1992 M.Sc. in Advanced Architectural Design) in New York.
Zwischen 1987 und 1995 war er Mitarbeiter in verschiedenen Architekturbüros (J.P. Kleihues/Berlin, Eisenman Architects/New York, Thomas Leeser/New York, R. Rizzo/Rovereto, PAS – Jourdan und Müller/Berlin und Frankfurt am Main).
Gleiter war wissenschaftlicher Mitarbeiter 1995–2000 an der Bauhaus-Universität Weimar am Lehrstuhl für Entwerfen und Architekturtheorie (Gerd Zimmermann). 2001 erfolgte die Promotion zum Dr.-Ing. im Fach Architekturtheorie (Thema: „Kritische Theorie des Ornaments“) an der Bauhaus-Universität Weimar. 2001–2002 wissenschaftlicher Mitarbeiter an der Universität Karlsruhe (KIT) am Lehrstuhl von Alban Janson. 2002–2005 Lehrbeauftragter an der Hochschule Würzburg-Schweinfurt und an der Staatlichen Akademie der bildenden Künste Stuttgart. 2007 Habilitation zum Dr.-Ing. habil. (Thema: Friedrich Nietzsche und die Architektur) mit Lehrbefugnis in Philosophie der Architektur an der Bauhaus-Universität Weimar.
Gleiters internationale Lehr- und Forschungstätigkeit ist verknüpft mit einer Vielzahl an Einladungen als Gastprofessor nach Japan, USA, Italien und Deutschland: 2003 UIV – Università Internationale di Venezia, 2003–2005 Waseda University in Tokio, 2005–2007 Bauhaus-Universität Weimar, 2005–2008 Freie Universität Bozen, 2016 Brown University in Providence (RI), 2023 Politecnico di Torino. Seit 2021 bekleidet er eine ständige Gastprofessur für Theory of Contemporary Architectural Design am Politecnico di Milano.

## Forschungsgebiet
Das Forschungsinteresse von Jörg Gleiter deckt ein weites Feld von Themen ab, die die Gebiete von Architekturtheorie und -geschichte, Kritische Theorie, Kulturwissenschaften, Erkenntnistheorie, Semiotik, Phänomenologie und die Ästhetik umfassen. Daraus resultierten zwei umfangreiche Werke zur Einführung in die Architekturtheorie: Architekturtheorie zur Einführung (2022) in der Reihe „Zur Einführung“ im Junius Verlag und Architekturtheorie 1863–1938 (2018), Bd. 1 eines dreibändigen Werkes zur Architekturtheorie. Die weiteren Bände (in Vorbereitung) sind Bd. 2 Kritische Theorie der Architektur (1940–1990) und Bd. 3 Kritische Erkenntnistheorie der Architektur (1992-heute).
Seit 2021 betreut Jörg Gleiter das Forschungsprojekt ARS – Architectural Research Stage. Thema ist die multimediale Verknüpfung der unterschiedlichen Forschungsprodukte in der Architektur wie Aufsätze, Bücher, Pläne, Modelle, 3D Animationen, Filme, Materialproben, Bilder etc. in einem öffentlich zugänglichen (open source) digitalen Repositorium. Das Projekt, das von der DFG mit 800.000 € gefördert wird, ist ein Verbundprojekt mit der UdK Berlin (Norbert Palz und Susanne Hauser) und wird von Michael Dürfeld geleitet.
Andere Forschungsthemen sind Architekturtheorie der Moderne (15.–21. Jahrhundert), Kritische Theorie der Nachhaltigkeit, Ornamenttheorie, Architekturpsychologie, Japanische Architektur (Themenparks) und Friedrich Nietzsche.

## Preise und Auszeichnungen
- 2003 und 2008  Fellow in Residence, Kolleg Friedrich Nietzsche in Weimar

## Mitgliedschaften
- Außerordentliches Mitglied des BDA – Bundes Deutscher Architekten
- Mitglied der Architektenkammer Berlin
- Herausgeber der Reihe ArchitekturDenken im Transcript Verlag Bielefeld
- Mitglied des Herausgebergremiums der Architekturzeitschrift die architekt
- Mitherausgeber der Internationalen Internetzeitschrift für Architekturtheorie Wolkenkuckucksheim[1]
- Mitglied des Herausgebergremiums der Buchreihe Collana Libri Primi (Universitá di Catania)

## Schriften (Auswahl)
Monographien
- gleiters universum. architektur. Berlin: Dejavu 2023, ISBN 978-3-9823146-1-7.
- Architekturtheorie zur Einführung. Hamburg: Junius Verlag 2022, ISBN 978-3-96060-324-5.
- Urgeschichte der Moderne. Zur Theorie der Geschichte der Architektur. Bielefeld: Transcript Verlag 2010, ISBN 978-3-8376-1534-0.
- Der philosophische Flaneur – Nietzsche und die Architektur. Würzburg: Königshausen & Neumann 2009, ISBN 978-3-8260-3758-0.
- Architekturtheorie heute. Bielefeld: Transcript Verlag 2008, ISBN 978-3-89942-879-7.
- Architektur. Bd. 2 der Reihe kursives Denken, hrsg. v. Markus Lüpertz, Berlin 2008, ISBN 978-3-9811751-4-1.
- Rückkehr des Verdrängten. Zur Kritischen Theorie des Ornaments in der architektonischen Moderne. Weimar: Verlag der Bauhaus-Universität 2002, ISBN 3-86068-185-0 (https://e-pub.uni-weimar.de/opus4/frontdoor/deliver/index/docId/26/file/Gleiter_pdfa.pdf)
- Venedig ist nicht vom Himmel gefallen. Marginalien zur Architektur des Unwahrscheinlichen, Tübingen: Heliopolis-Verlag 1988, ISBN 3-87324-074-2.

Herausgeberschaften
- Architektur und Philosophie. Grundlagen. Standpunkte. Perspektiven. (Hg. mit Ludger Schwarte) Bielefeld: Transcript Verlag 2015, ISBN 978-3-8376-2464-9.
- Symptom Design: Vom Zeigen und Sich-Zeigen der Dinge. (Hg.) Bielefeld: Transcript Verlag 2014, ISBN 978-3-8376-2268-3.
- Ornament Today. Digital, Material, Structural. (Hg.) Bozen-Bolzano: Universitätsverlag 2012, ISBN 978-88-6046-048-6.
- Einfühlung und phänomenologische Reduktion. Grundlagentexte zu Architektur, Design und Kunst. (Hg. mit Thomas Friedrich) Münster: LIT Verlag 2007, ISBN 978-3-8258-9366-8.
- Nietzsches Labyrinthe. (Hg. mit Gerhard Schweppenhäuser) Weimar: Verlag der Bauhaus-Universität 2001, ISBN 3-86068-149-4.
- Kultur-philosophische Spurensuche. (Hg. mit Gerhard Schweppenhäuser) Weimar: Verlag der Bauhaus-Universität 1999, ISBN 3-86068-131-1.
- Wegschauen? Weiterdenken! Zur Berliner Mahnmal-Debatte. (Hg. mit Gerhard Schweppenhäuser) Weimar: Verlag der Bauhaus-Universität 1999, ISBN 3-86068-110-9.
- Paradoxien der Globalisierung. (Hg. mit Gerhard Schweppenhäuser) Weimar: Verlag der Bauhaus-Universität 1999, ISBN 3-86068-099-4.

Aufsätze (Auswahl)
- Surplus of Form: Architecture and the Status of the Object. In: Aesthetic Investigations Vol. 6, No 1 (2023), S. 33–51, https://aestheticinvestigations.eu/issue/view/1137
- Architecture and Philosophy: The Failure of Translation. In: Khorein: Journal for Architecture and Philosophy, Volume 1, No. 1, 2033, S. 63–73, https://khorein.ifdt.bg.ac.rs/index.php/ch/issue/view/2
- The Anthropocene and the Historical Index of Architecture. In: CPCL European Journal of Creative Practices and Cities and Landscapes, Vol. 5, 1/2022, S. 39–4 (https://doi.org/10.6092/issn.2612-0496/15641).
- Il progetto della teoria. In: Praticare la teoria. Riflessioni sulla pedagogia della progettazione architettonica, a cura di Alessandro Di Renzo, Elena Giaccone, Saskia Gribling, Costanza Lucarini, Torino: Accademia University Press 2022, ISBN 979-12-5500-014-3, S. 73–81.
- The Promise of an Object. in: Log 56/2022: The Model Behavior Exhibition cataLog, ISBN 978-1-7365007-4-3, S. 27–35.
- Peter Eisenman. O come eliminare ciò che si diventa/Peter Eisenman. Or how to eliminate what one becomes. In: Crash. Peter Eisenman. IUAV Venezia 1986-878, hrsg. v. Raffaella Laezza und Shuli Beimel, Siracusa: LetteraVentidue 2022, ISBN 978-88-6242-763-0, S. 94–115.
- The Traumas of Modernization: Architecture in Japan after 1945. In: Encounters and Positions. Architecture in Japan, ed. by Susanne Kohte, Hubertus Adam and Daniel Hubert, Basel: Birkhäuser 2017, ISBN 978-3-0356-0846-5, S. 238–249.
- The Lived Space of Recollection: How Holocaust Memorials are Conceived Differently Today. In: Mass Dictatorship and Memory as Ever Present Past, ed. by Jie-Hyun Lim, Barbara Walker, and Peter Lambert, London: Palgrave MacMillan 2014, ISBN 978-1-137-28982-7, S. 223–239.